# 三遊亭圓左
三遊亭 圓左（さんゆうてい えんさ）は落語の名跡。過去4代目まで存在しているが、現在は空位。
- 初代三遊亭圓左 - 本項にて記述
- 二代目三遊亭圓左 - 当該項目で記述
- 三代目三遊亭圓左 - 後∶五代目三遊亭圓窓
- 四代目三遊亭圓左 - 当該項目で記述

初代 三遊亭 圓左（1853年（嘉永6年） - 1909年（明治42年）5月8日）は明治期の落語家。本名：小泉熊山。
風貌からあだ名を「狸の圓左」という。

## 来歴
江戸京橋生まれ、父は京橋や中橋で成田家仁作を名乗り幇間や落語・座興をしていた。はじめ鍼医を志し師匠に弟子入りしたが1年半ほどで師匠が死去し、流しの揉み師になるが根っからの落語が好きで1871年（明治4年）頃三遊亭圓朝門人となり三遊亭？理（鯉とも）朝、1876年（明治9年）頃三遊亭米朝、を経て、一時旅回りの役者の一座に加わり上州を巡ったこともあったが、復帰して三遊亭飩朝、1885年（明治18年）頃に三遊亭圓左を名乗る。
翌年、浅草並木の酒恵亭で真打披露となり、師のすすめで道具入りの百物語を演じた。1901年（明治34年）11月に兄弟子の4代目三遊亭圓生の引き立てで3代目？三遊亭龍蝶と名乗った時期もあったが、1903年（明治36年）または1904年（明治37年）頃に旧名の圓左に戻る。
晩年の1905年（明治38年）には「第一次落語研究会」の発起人の一人となる。地味な芸風で客の評判はよくなかったが、噺は巧く、楽屋内では高く評価されていた。「柳の馬場」「富久」「天災」「やかん」などを得意とし、とくに按摩の登場する噺は絶品であった。劇作家・益田太郎冠者と組んで新作にも手がけている。
後輩の指導にも力を入れ、3代目三遊亭圓馬は大きな薫陶を受けた一人である。
芸熱心で「毎日、方々歩いて、二軒三軒と人の家を訪問して、行った先で必ず噺をする。・・・一席やっちゃうと、『エエ、こういう噺も・・・』って、また一席演る。・・・そしてどうだこうだと言ってもらって、そこで自分でまた練りなおすんです。」
あるいは「ある日向島の料理屋からお座敷がかかった。行っておじぎをして、頭を上げたら、自分の倅が脇息にもたれて、芸者を二人ばかりわきへ置いている。『馬鹿野郎オッ』ってどなった。『どこの国におやじを余興に呼ぶやつがある。その銭ア誰が出すんだ。みんなおれが払うんだ。』っておこってから『せっかくきたんだから一席聞かせてやる』ってそこで噺をしたんですから・・・いかに噺が好きだったか・・・・そのくらいですからうまいのも当り前なんですよ。」という証言がある。（2つとも、6代目三遊亭圓生著　『寄席育ち』）
1909年（明治42年）5月7日、牛込亭という席で弟弟子の初代三遊亭圓右と余興に「茶番狂言」を演じた後、「綱上」を踊って夜に帰宅後、脳充血の発作で倒れ、翌朝急死。享年数え57歳。